# Ткачик габонський
Тка́чик габонський (Ploceus subpersonatus) — вид горобцеподібних птахів ткачикових (Ploceidae). Мешкає в Центральній Африці.

## Опис
Довжина птаха становить 15 см. У самців на обличчі чорна "маска", потилиця, шия і груди оранжеві, решта нижньої частини тіла жовтувато-оранжева. Верхня частина тіла і крила жовтувато-оливкові, хвіст оливково-коричневий. У самиць верхня частина тіла оливково-зелена, нижня частина тіла світло-жовта.

## Поширення і екологія
Габонські ткачики мешкають на узбережжі Габону, Республіки Конго, Демократичної Республіки Конго і Анголи (Кабінда). Вони живуть в мангрових і заболоичених тропічних лісах, на узліссях і галявинах. Зазвичай зустрічаються не далі, ніж за 3 км від узбережжя, хоча були зафіксовані поблизу міста Бома, в гирлі річки Конго, за 75 км від океану. Живляться переважно комахами.

## Збереження
МСОП класифікує цей вид як вразливий. За оцінками дослідників, популяція габонських ткачиків становить від 3460 до 5190 птахів. Їм загрожує знищення природного середовища.